# بئر عاتر
بئر عاتر (به عربی: بئر العاتر) یک شهرداری در الجزایر است که در Bir el-Ater District واقع شده‌است. بئر عاتر ۱٬۵۲۲ کیلومتر مربع مساحت و ۱۰۰٬۰۰۰ نفر جمعیت دارد.